# Coupe du monde féminine de rugby à XIII 2021
Navigation
Édition précédente Édition suivante
Pour l'édition masculine concomitante voir Coupe du monde de rugby à XIII 2021 et pour l'édition «Fauteuil» concomitante voir Coupe du monde de rugby à XIII en fauteuil roulant 2021
La Coupe du monde féminine de rugby à XIII 2021 est la sixième édition de la Coupe du monde féminine de rugby à XIII et se déroule du 1er novembre 2022 au 19 novembre 2022 en Angleterre. L'évènement est conjoint avec l'édition masculine et en rugby fauteuil.
On note la première participation du Brésil.

## Acteurs de la Coupe du monde

### Les équipes qualifiées
Les huit équipes ont été sélectionnées sur la base d'un certain nombre de critères, notamment la croissance et les infrastructures. Cette sélection est annoncée le 18 juillet 2019.
| - Angleterre - Australie - Brésil - Canada | - France - Îles Cook - Nouvelle-Zélande - Papouasie-Nouvelle-Guinée |

### Matchs préparatoires
Le 27 octobre 2022, la France bat le Brésil 16-4.

## Déroulement de la compétition

### 1ertour

#### Groupe A
| Groupe A |                       |   |   |   |   |     |     |     |
|          | Équipe                | J | V | N | D | PP  | PC  | Pts |
| 1        | Angleterre            | 3 | 3 | 0 | 0 | 168 | 12  | 6   |
| 2        | Papouasie-Nlle-Guinée | 3 | 2 | 0 | 1 | 108 | 54  | 4   |
| 3        | Canada                | 3 | 1 | 0 | 2 | 38  | 104 | 2   |
| 4        | Brésil                | 3 | 0 | 0 | 3 | 20  | 164 | 0   |

| 1er novembre | Angleterre            | 72 - 4  | Brésil                | Headingley Stadium, Leeds       |
| 1er novembre | Papouasie-Nlle-Guinée | 34 - 12 | Canada                | Headingley Stadium, Leeds       |
| 5 novembre   | Angleterre            | 54-4    | Canada                | DW Stadium, Wigan               |
| 5 novembre   | Papouasie-Nlle-Guinée | 70-0    | Brésil                | MKM Stadium, Kingston upon Hull |
| 9 novembre   | Canada                | 22-16   | Brésil                | Headingley Stadium, Leeds       |
| 9 novembre   | Angleterre            | 42-4    | Papouasie-Nlle-Guinée | Headingley Stadium, Leeds       |

#### Groupe B
| Groupe B |                  |   |   |   |   |     |     |     |
|          | Équipe           | J | V | N | D | PP  | PC  | Pts |
| 1        | Australie        | 3 | 3 | 0 | 0 | 176 | 8   | 6   |
| 2        | Nouvelle-Zélande | 3 | 2 | 0 | 1 | 88  | 14  | 4   |
| 3        | Îles Cook        | 3 | 1 | 0 | 2 | 30  | 126 | 2   |
| 4        | France           | 3 | 0 | 0 | 3 | 18  | 164 | 0   |

| 2 novembre  | Nouvelle-Zélande | 46 - 0 | France           | York Stadium, York       |
| 2 novembre  | Australie        | 72 - 0 | Îles Cook        | Headingley Stadium, York |
| 6 novembre  | Nouvelle-Zélande | 34-4   | Îles Cook        | York Stadium, York       |
| 6 novembre  | Australie        | 92-0   | France           | York Stadium, York       |
| 10 novembre | France           | 18-26  | Îles Cook        | York Stadium, York       |
| 10 novembre | Australie        | 10-8   | Nouvelle-Zélande | York Stadium, York       |

Dès la première journée, l'Australie et la Nouvelle-Zélande confirment leur statut de favorites de la compétition. En battant leurs adversaires sur des scores élevés.

Néanmoins, la deuxième journée voit l'effondrement de l'équipe de France, composée de joueuses amateures, face à l'Australie, qui, elle, est composée de joueuses professionnelles. Les commentaires désobligeants à l'égard des Tricolores incitent Lauréane Biville de l'équipe de France a publié une lettre ouverte sur les réseaux sociaux. 

### Tableau final
|  | Demi-finales                     | Demi-finales                     |           |  | Finale                           | Finale                           |
|  | Demi-finales                     | Demi-finales                     |           |  | Finale                           | Finale                           |
|  |                                  |                                  |           |  |                                  |                                  |
|  | 14 novembre - York Stadium, York | 14 novembre - York Stadium, York |           |  | 19 novembre - York Stadium, York | 19 novembre - York Stadium, York |
|  | 14 novembre - York Stadium, York | 14 novembre - York Stadium, York |           |  | 19 novembre - York Stadium, York | 19 novembre - York Stadium, York |
|  | Australie                        | 82                               |           |  | 19 novembre - York Stadium, York | 19 novembre - York Stadium, York |
|  | Australie                        | 82                               |           |  | 19 novembre - York Stadium, York | 19 novembre - York Stadium, York |
|  | Papouasie-Nouvelle-Guinée        | 0                                |           |  | 19 novembre - York Stadium, York | 19 novembre - York Stadium, York |
|  | Papouasie-Nouvelle-Guinée        | 0                                | Australie |  |                                  |                                  |
|  | 14 novembre - York Stadium, York |                                  |           |  |                                  |                                  |
|  |                                  | Nouvelle-Zélande                 |           |  |                                  |                                  |
|  | Angleterre                       | 6                                |           |  |                                  |                                  |
|  | Angleterre                       | 6                                |           |  |                                  |                                  |
|  | Nouvelle-Zélande                 | 20                               |           |  |                                  |                                  |
|  | Nouvelle-Zélande                 | 20                               |           |  |                                  |                                  |

## Bilan de la Coupe du monde

### Joueuses en évidence

#### Meilleurs marqueuses d'essais
| Rang | Joueuse           | Équipe                    | Essais | MJ |
| ---- | ----------------- | ------------------------- | ------ | -- |
| 1    | Julia Robinson    | Australie                 | 6      | 3  |
| 1    | Leah Burke        | Angleterre                | 6      | 3  |
| 1    | Tara-Jane Stanley | Angleterre                | 6      | 3  |
| 4    | Belinda Gwasamum  | Papouasie-Nouvelle-Guinée | 5      | 3  |
| 4    | Amy Hardcastle    | Angleterre                | 5      | 2  |
| 4    | Evania Petite     | Australie                 | 5      | 2  |

#### Meilleurs scoreuses
| Rang | Joueuse           | Équipe     | Points | Essais | Buts | Drops | Matches joués |
| ---- | ----------------- | ---------- | ------ | ------ | ---- | ----- | ------------- |
| 1    | Tara-Jane Stanley | Angleterre | 60     | 6      | 18   | -     | 3             |
| 2    | Lauren Brown      | Australie  | 32     | -      | 16   | -     | 3             |
| 3    | Leah Burke        | Angleterre | 24     | 6      | -    | -     | 3             |
| 3    | Julia Robinson    | Australie  | 24     | 6      | -    | -     | 3             |

## Médias
Au Royaume-Uni, la compétition est retransmise par la BBC. Cette dernière ne fait pas de distinction entre la compétition masculine , féminine et fauteuil.
En France, à peine plus d'un mois avant le début de l'épreuve, on apprend que Beinsport et Sport en France diffuseront des matchs de la coupe du monde, probablement l'intégralité des matchs pour la première,. Vià Occitanie fait une annonce similaire quelques jours avant le début de la compétition masculine.  Un doute subsiste néanmoins pour la coupe du monde féminine; plutôt que l'intégralité des matchs, ce seraient les matchs « importants » qui seraient seulement diffusés.